# Hermann Adolf Koch
Hermann Adolf Koch (* 26. August 1829 in Bremen; † 20. Januar 1876 in Pforta, Provinz Sachsen, Königreich Preußen) war ein deutscher Gymnasialprofessor und Altphilologe.

## Biografie
Koch war der Sohn eines Kaufmanns. Er besuchte Schulen in seiner Heimatstadt Bremen und studierte ab 1846 an der Universität Göttingen, der Universität Halle und der Universität Bonn, wo er 1851 zum Dr. phil. promovierte.
Seit 1851 war er Hilfslehrer am Friedrich-Wilhelms-Gymnasium in Berlin, seit 1853 Adjunct am Gymnasium in Putbus auf Rügen. 1857 wurde er Lehrer an der  Ritterakademie in Brandenburg an der Havel und 1859 dort Oberlehrer. 1863 wurde er zum Prorektor des Gymnasiums in Frankfurt/Oder ernannt und 1866 zum Gymnasialprofessor an der renommierten Landesschule in Pforta. Dort starb er 1876 im Alter von 46 Jahren als stellvertretender Rektor.
Koch verfasste verschiedene Schriften zu römischen Dichtern und Philosophen, zum Teil in lateinischer Sprache, besonders über Plautus, Cicero und Seneca, von dem er eine vollständige Werkausgabe zusammenstellte, die posthum veröffentlicht wurde.
Schriften (Auswahl)
- Cicero's Rede für L. Murena, für den Schulgebrauch herausgegeben von Hermann Adolf Koch, Leipzig 1866 Digitalisat Digitalisat

## Ehe und Nachkommen
Adolf Koch war seit 1858 verheiratet mit Clementine Caroline Schroeder, Tochter von August Schröder, Rektor und Oberdomprediger in Brandenburg/Havel und Clementine Thiede, Tochter von August Wilhelm Thiede, Syndikus in Brandenburg/Havel.
Sie hatten vier Kinder, darunter
- Clemens Koch (1859–1927), Studienrat in Berlin
- Magdalene Koch (1862–1939), Lehrerin
- Marie Koch, verheiratete Marie Cauer (1863–1928), Klavierlehrerin, heiratete Wilhelm Cauer, Professor für Eisenbahnwesen, sechs Kinder, darunter Wilhelm Cauer, Mathematiker und Charlotte Cauer, Ärztin